# Syenitové skály u Pocoucova
Syenitové skály u Pocoucova jsou přírodní památka poblíž obce Třebíč v okrese Třebíč v nadmořské výšce 440–466 metrů. Oblast spravuje Krajský úřad Kraje Vysočina. Důvodem ochrany je ukázka rozpadu syenitu. 

## Popis charakteru území
Konkrétně se jedná o horniny tzv. třebíčského masivu. Skalní útvary vznikly působením několika faktorů. Prvním z nich bylo primární rozpukání horninového masivu, které zvnějšku omezilo jednotlivé bloky. V terciéru docházelo v oblasti k poměrně intenzivnímu zvětrávání, které vedlo k zaoblování původně ostrohranných bloků. Posledním faktorem, který umožnil obnažení útvarů, bylo mrazové zvětrávání v průběhu pozdního kvartéru. Podobným procesem vznikly i na Třebíčsku poměrně hojně se vyskytující jednotlivé balvany, které bývají někdy mylně považovány za eratické balvany (balvany dovlečené ledovcem).
Přírodní památka Syenitové skály u Pocoucova se nachází nedaleko vesnice Pocoucov, asi 3 km severně od Třebíče na strmém a převážně západně až jihozápadně orientovaném svahu údolí potoka Lubí. Památka se nachází v nadmořské výšce 440 m až 466 m; převýšení na strmém svahu mezi okrajem údolní nivy a poměrně ostrou horní hranou svahu, za níž následuje zemědělsky obhospodařovaný zarovnaný povrch, se pohybuje mezi 12 až 16 m. Svah je příkrý.

### Převyhlášení
V roce 2024 došlo k převyhlášení a to z důvodu, že stav v roce 2024 je výrazně odlišný od doby vyhlášení v roce 1950, většina svažitého území PP je pokryta cca čtyřicetiletými duby letními, situace se blíží přirozeným lesům. Místy se objevují i břízy, osiky nebo lísky. Dříve byl vzhled podobný stavu přilehlého jižně orientovaného stavu u památky s acidofilními loukami, ty se teď již na území PP nenachází z důvodu změn jeho charakteru.

## Geologie
Geologicky území památky spadá do moravského moldanubika, a to k třebíčskému žulosyenitovému masivu. Podloží je tvořeno neutrálními žulosyenity, které na svahu vystupují na povrch. Tvorbou údolí potoka Lubí byla obnažena exfoliační klenba s balvanitým pokryvem. Balvany mají rozměry cca 3 x 4 x 1 m a mají zaoblené povrchy. Vznikly intenzivním rozpadem žulosyenitu a byly odkryty v paleogénu. V území probíhá patrné mrazové zvětrávání. Na území se vyskytují sedimenty ze svahů, v severní části se pak vyskytují svahově-říční sedimenty. Půdy jsou mělké, kyselé kambizemě, litozemě a suťové rankery.

## Flora
Na území by se měly nacházet přirozené suché acidofilní doubravy svazu Luzulo albidae-Quercetum petraeae, na některých místech svahu by mohly být kombinovány s dubohabřinami, květnatými bučinami možná i se suťovými lesy. Na území by se měly objevit pastviny svazu Cynosurion nebo acidofilní trávníky. 
Ve skutečnosti se v 20. letech 21. století na území památky nachází primárně duby letní, bříza, osika, líska a keře trnka obecná, růže šípková a další. Místy se vyskytují v podrostu lipnice hajní, kostřava ovčí, psineček výběžkatý a další.

## Fauna
V plánu péče na období 2025–2040 bylo doporučeno provést průzkum fauny i flory na území památky, ten doposud neproběhl.